# Al-Muszajrifa (Idlib)
Al-Muszajrifa – wieś w Syrii, w muhafazie Idlib. W 2004 roku liczyła 287 mieszkańców.